# Unicredit Czech Open 2023
L'Unicredit Czech Open 2023 è stato un torneo maschile di tennis giocato sulla terra rossa. È stata la 30ª edizione del torneo, facente parte della categoria Challenger 100 nell'ambito dell'ATP Challenger Tour 2023. Si è giocato al TK Agrofert Prostejov di Prostějov, in Repubblica Ceca, dal 5 al 10 giugno 2023.

## Partecipanti

### Teste di serie
| Nazionalità | Giocatore      | Ranking* | Testa di serie |
| ----------- | -------------- | -------- | -------------- |
| Rep. Ceca   | Jiří Lehečka   | 41       | 1              |
| Argentina   | Federico Coria | 96       | 2              |
| Argentina   | Facundo Bagnis | 124      | 3              |
| Ungheria    | Zsombor Piros  | 125      | 4              |
| Rep. Ceca   | Tomáš Macháč   | 127      | 5              |
| Slovacchia  | Lukáš Klein    | 133      | 6              |
| Svezia      | Elias Ymer     | 155      | 7              |
| Italia      | Flavio Cobolli | 159      | 8              |

* Ranking al 29 maggio 2023.

### Altri partecipanti
I seguenti giocatori hanno ricevuto una wild card per il tabellone principale:
- Jiří Lehečka
- Jakub Menšík
- Lukáš Pokorný

Il seguente giocatore è entrato in tabellone come special exempt:
- Francisco Comesaña

Il seguente giocatore è entrato in tabellone come alternate:
- Dalibor Svrčina

I seguenti giocatori sono passati dalle qualificazioni:
- Máté Valkusz
- Giovanni Mpetshi Perricard
- Matheus Pucinelli de Almeida
- Hynek Bartoň
- Román Andrés Burruchaga
- Edoardo Lavagno

## Punti e montepremi
| Torneo    | Torneo              | V      | F     | SF    | QF    | 2T    | 1T    | Q | Q2  | Q1  |
| Singolare | Punti               | 100    | 60    | 36    | 20    | 9     | 0     | 5 | 2   | 0   |
| Singolare | Premi in denaro (€) | 16,020 | 9,415 | 5,555 | 3,240 | 1,900 | 1,160 | – | 580 | 290 |
| Doppio    | Punti               | 100    | 60    | 36    | 20    | –     | 0     | – | –   | –   |
| Doppio    | Premi in denaro (€) | 6,845  | 4,050 | 2,400 | 1,420 | –     | 800   | – | –   | –   |

## Campioni

### Singolare
Dalibor Svrčina ha sconfitto in finale  Tomáš Macháč con il punteggio di 6–4, 6–2.

### Doppio
Ariel Behar /  Adam Pavlásek hanno sconfitto in finale  Marco Bortolotti /  Sergio Martos Gornés con il punteggio di 7–5, 6–4.